# Joris Ivens

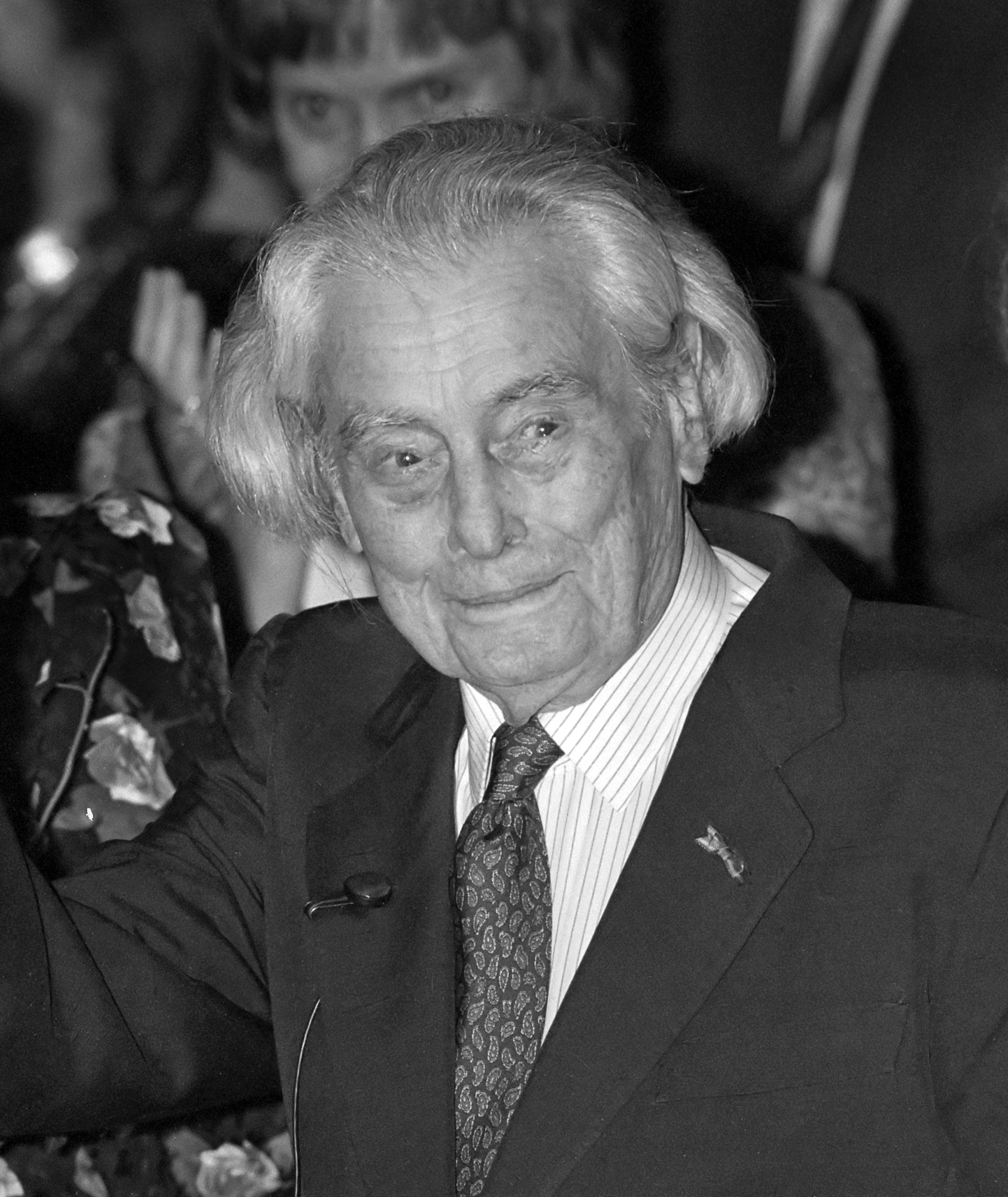
Joris Ivens - Rotterdam Filmfestival 1989.

Joris Ivens (Nijmegen, Países Baixos, 18 de novembro de 1898 — Paris, França, 28 de junho de 1989) foi um cineasta dos Países Baixos.

## Biografia
Na escola, Ivens estudou economia, mas seu interesse por cinema era maior. Seu pai era proprietário de uma firma de cinema e fotografia, em Amsterdã, o que lhe conferiu aprendizado na área, de forma a se tornar um dos maiores expoentes do cinema documentário do século XX.
A exemplo de muitos intelectuais de sua época, Ivens era claramente simpatizante do partido comunista, defendendo em sua obra as ideias socialistas, o que lhe angariou diversas críticas.
Em 1931, Ivens foi para a União Soviética, pata fazer Song of Heroes, um filme propaganda sobre a construção da nova cidade industrial de Magnitogorsk.
Entre 1936 e 1945, viveu nos Estados Unidos, onde fez vários filmes propaganda. Perseguido por seus ideais, deixou o país. Trabalhou depois em vários estúdios do leste europeu, e sua posição a favor do Bloco Comunista, na Guerra fria, incomodou o governo holandês, obrigando-o a renovar seu passaporte a cada três ou quatro meses.
Foi casado com a cineasta Marceline Loridan-Ivens. Morreu em Paris, em 1989, sendo enterrado no Cemitério de Montparnasse.

## Características de sua obra
A luta dos homens no trabalho, uma constante dos documentários de Ivens, destaca o enfrentamento da natureza e das opressões sociais pelos trabalhadores nas mais diversas regiões do mundo, testemunhando os questionamentos de seu tempo.
Tem sido considerado um dos mais ativos criadores do “cinema experimental”, que nega as características do filme industrial: os estúdios, a representação, etc. É tido como um dos principais documentaristas do século XX, tendo sido criticado, porém, por seu apoio a governos comunistas como Josef Stalin.
Sua obra se situa, quase toda, sob o signo da água, elemento presente na maioria de seus documentários, onde o domínio da água exerce grande influência sobre o trabalho dos homens.

## Filmografia
- De Brug (“A Ponte”) (1928): seu primeiro filme, um curta-metragem, mostra o caminho que seguiria, revelando a negação do filme industrial e optando pelo realismo, o Cinem-Verdade. Apresenta estudos abstratos do movimento.
- Regen (“Chuva”) (1929): curta-metragem co-dirigido por Mannus Franken, mostra os efeitos da chuva nos canais e sobre a população, apresentando-se como um melancólico poema-filme.
- Wij Bouwen
- Zuiderzeewerken (1930): utilizou algumas passagens de Wij Bouwen, acrescidas de outras cenas.
- Song of Heroes (1931): um filme propaganda feito na União Soviética, sobre a construção da nova cidade industrial de Magnitogorsk
- Philips Radio; Creosot (1931)
- Misère au Borinage (Borinage) (1933) – ao lado de Henry Storck, sobre a luta entre mineiros e autoridades durante uma greve, num distrito mineiro da Bélgica.
- The Reichstag Fire (1935)
- The Spanish Earth (“A Terra Espanhola”) (1937): feito nos EUA, com a narração de Ernest Hemingway, retratando o problema da irrigação, em plena guerra contra o fascismo.
- The Four Hundred Million (1939)
- The Power and the Land (1940)
- Our Russian Front (1942)
- Action Stations (1943): sobre o Canadá.
- Indonésia Calling (1946): apresenta a recusa dos portuários australianos em carregar as armas destinadas a uma guerra de reconquista colonial.
- Pierwze Lata (1949)
- My za Mir (1951)
- Weltjugendfestival (1952)
- Das Lied der Strome (“A Canção dos Rios”) (1954): o Ganges, o Nilo, o Amazonas, o Mississipi, o Volga e o Yang-Tsé se unem para expressar a unidade da luta sindical nas cinco partes do mundo.
- Les aventures de Till l'espiègle (1956)
- La Seine a rencontré Paris ("O Sena Encontra Paris") (1957): retrato de uma capital, sob a influência das águas.
- L'Italie n'est pas un pays pauvre (L'Italia non è un paese povero) (1960)
- Demain à Nanguila (1960)
- Carnet de viaje; Pueblo en armas (1961)
- À Valparaiso (1963): curta-metragem.
- Le Petit Chapiteau (1963): curta-metragem.
- Vietnam (1965)
- Europort (1966): curta-metragem
- Loin du Vietnam (co-realização) (1967)
- 17th Parallel: Vietnam in War (1968): retrata a vida no Vietnã durante a guerra. Filmado entre 1965 e 1970.
- Le peuple et ses fusils (co-realização) (1968)
- Rencontre avec le président Hô Chi Minh (1969)
- Chine (1973)
- How Yukong Moved the Mountain (1976): filmado em seis partes, entre 1971 e 1977, sobre a Revolução Cultural da China.
- Une histoire de ballon (1977): curta-metragem. Ao lado da esposa Marceline Loridan.
- Une Histoire de Vent (1988)

## Premiações
- Recebeu o Prêmio César da Academia de Cinema Francês como melhor documentário curta-metragem em 1977, ao lado de Marceline Loridan, com o filme Une Histoire de Ballon.
- Recebeu, em 1967, o Prêmio Lenin da Paz
- Recebeu o Prêmio Internacional da Paz em 1954.